# Sciara cingulata
Sciara cingulata is een muggensoort uit de familie van de rouwmuggen (Sciaridae). De wetenschappelijke naam van de soort is voor het eerst geldig gepubliceerd in 1894 door Rübsaamen.